# Ludwig Müller
Ludwig Müller (Gütersloh, Westfalia, 23 de junio de 1883 - Berlín, 31 de julio de 1945) fue un teólogo alemán y miembro principal del movimiento de fe Cristianos Alemanes (en alemán Deutsche Christen).  En 1933 fue impuesto por el gobierno Nazi como Reichsbischof (Obispo del Reich) de la Iglesia Evangélica Alemana (en alemán: Deutsche Evangelische Kirche).
De 1933 a 1945 ocupó el cargo de líder de la Iglesia Evangélica Alemana (Obispo del Reich (en alemán; Reichsbischof) fue después de la constitución de la iglesia desde el 11 de julio de 1933, el órgano más alto de la Iglesia evangélica alemana. Como corporación pública, reemplazó a la Federación Alemana de Iglesias Evangélicas. El oficio de Obispo del Reich solo existió en la iglesia protestante durante la época del nacionalsocialismo).

## Vida
Müller nació en Gütersloh, en la provincia prusiana de Westfalia, donde estudió en un instituto evangélico pietista. Luego pasó a estudiar teología protestante en las universidades de Halle y Bonn. Después de haber terminado sus estudios, trabajó como inspector de las escuelas en su ciudad natal, desde 1905 también como vicario y asistente predicador en Herford y Wanne. En 1908 fue nombrado párroco en Rödinghausen. Al estallar la Primera Guerra Mundial, se desempeñó como capellán de la Armada en Wilhelmshaven.
Después de la guerra, Müller entró en la organización paramilitar Cascos de Acero (en alemán Stahlhelm) y continuó su carrera como capellán militar, a partir de 1926 en la guarnición de Königsberg. Se había asociado con el nazismo desde 1920, apoyando una visión revisionista del "Cristo Ario" (o un "Jesús Heroico"), así como un plan de purificar el cristianismo de lo que él consideraba "la corrupción judía", incluyendo purgar grandes partes del Antiguo Testamento.
Müller tenía poca experiencia política real y, como sus acciones demostrarían a Adolf Hitler, poca o ninguna aptitud para la política. En la década de 1920 y principios de 1930, antes de la ascensión de Hitler a la cancillería alemana el 30 de enero de 1933, era un pastor poco conocido y un líder regional de los cristianos alemanes en la Prusia Oriental. Sin embargo, fue un "viejo combatiente" con Hitler (en alemán: Alter Kämpfer). Desde 1931, cuando se unió al Partido Nazi, tenía un ardiente deseo de asumir más poder [1]. En 1932, Müller introdujo a Hitler al General del Reichswehr Werner von Blomberg cuando Müller era capellán del Distrito Militar de Prusia Oriental y Blomberg tenía el cargo de comandante del distrito. 
Como parte del proceso de Gleichschaltung, el plan del régimen nazi era "coordinar" los 28 organismos regionales protestantes separados de la iglesia en una única y unitaria Iglesia del Reich (Reichskirche). Müller quería servir como "Obispo del Reich" de esta entidad recién formada. [3] Su primer intento de alcanzar dicho puesto terminó en un fracaso miserable y vergonzoso, cuando la Confederación Iglesia Evangélica Alemana y la Unión de Iglesias de Prusiana designaron a Friedrich von Bodelschwingh el 27 de mayo de 1933. Sin embargo, después de que los nazis hubieran forzado la renuncia de Bodelschwingh, Müller fue nombrado obispo regional (Landesbischof) de la Unión prusiana el 4 de agosto, y el 27 de septiembre, finalmente, fue elegido Obispo del Reich por un sínodo nacional a través de maquinaciones políticas.
El avance de Müller enfureció a muchos pastores y congregaciones protestantes, quienes consideraban su selección para tener una motivación política e intrínsecamente anticristiana. Aún obispo regional, entregó más poderes al Obispo del Reich, como un ejemplo de imitación, al descontento de otros obispos regionales como Theophil Wurm (Wurtemberg). Por otra parte, disminuyó el apoyo de Müller por parte de los "cristianos alemanes" dentro de la Iglesia Protestante, ya que no era capaz de ejercer autoridad explícita. La facción radical nazi quería deshacerse del Antiguo Testamento y crear una religión nacional alemana divorciada de la influencia de ideas judías.
Apoyaron la introducción del párrafo ario en la Iglesia. Esta controversia llevó al cisma y la fundación de la competencia: la Iglesia Confesante, situación que frustró a Hitler y llevó al final del poder de Müller.
Muchos de los clérigos protestantes alemanes apoyaron el movimiento de la Iglesia Confesante, que se resistió a la imposición del Estado en los asuntos de la Iglesia. El interés de Hitler en el grupo había disminuido en 1937, cuando el partido tomó una actitud más agresiva hacia el clero cristiano resistente, por lo que Müller intentó revivir su apoyo al permitir a la Gestapo que supervisara las iglesias y los grupos de jóvenes cristianos para consolidarlos con las Juventudes Hitlerianas.
Siguió comprometido con el nazismo hasta el final. Se suicidó en Berlín en 1945, poco después de la derrota nazi.